# Doxocopa laure
Doxocopa laure es una especie de lepidóptero de la familia Nymphalidae. Es originaria de Sudamérica.

## Descripción
Es una mariposa muy grande con largas alas que forman un gran triángulo, de colores marrón tornasolado de azul y marcado con una raya blanca y amarilla en su parte frontal. La otra cara es plateada.

## Biología
Se encuentra en vuelo durante todo el año en su área de residencia tropical, de julio a diciembre en el sur de Texas.
Las plantas hospederas son especies de Celtis, en especial Celtis pallida.

## Distribución
Está presente desde la frontera entre los Estados Unidos y México hasta Panamá, Honduras, Guatemala, Costa Rica, Nicaragua, Colombia y en Perú, y de forma aislada en Brasil, Cuba y Jamaica. Su hábitat es la selva tropical.

## Subespecies
- Doxocopa laure laure de México, Honduras y Guatemala.
- Doxocopa laure druryi(Hübner, [1825]); en Cuba.
- Doxocopa laure laura (Hübner, [1823]); en Jamaica.
- Doxocopa laure griseldis (C. & R. Felder, 1862) en Perú.
- Doxocopa laure laurona (Schaus, 1902) en Brasil.
- Doxocopa laure mima (Fruhstorfer, 1907); en Colombia y Trinidad y Tobago[1]

## Galería

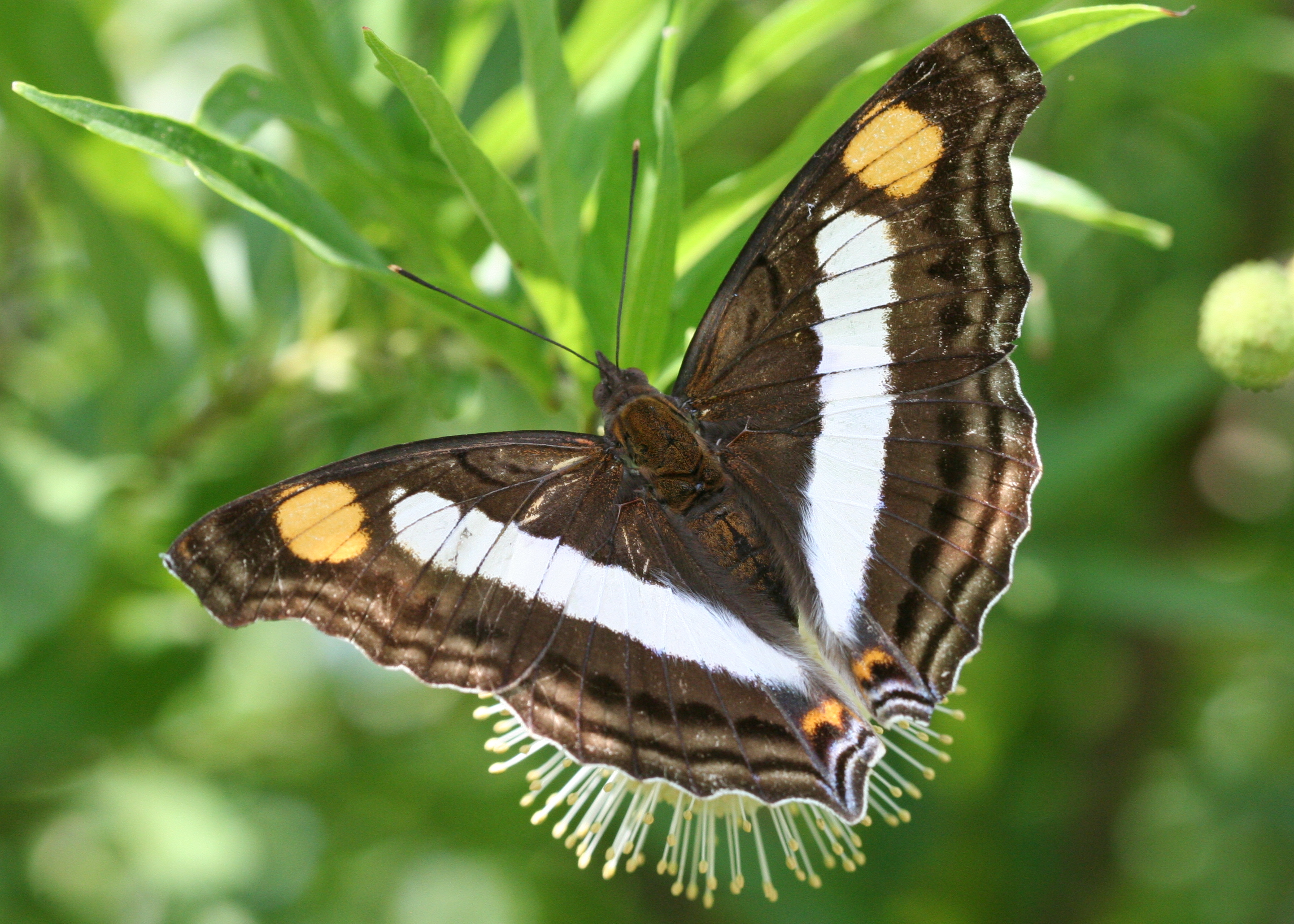
Hembra, vista dorsal
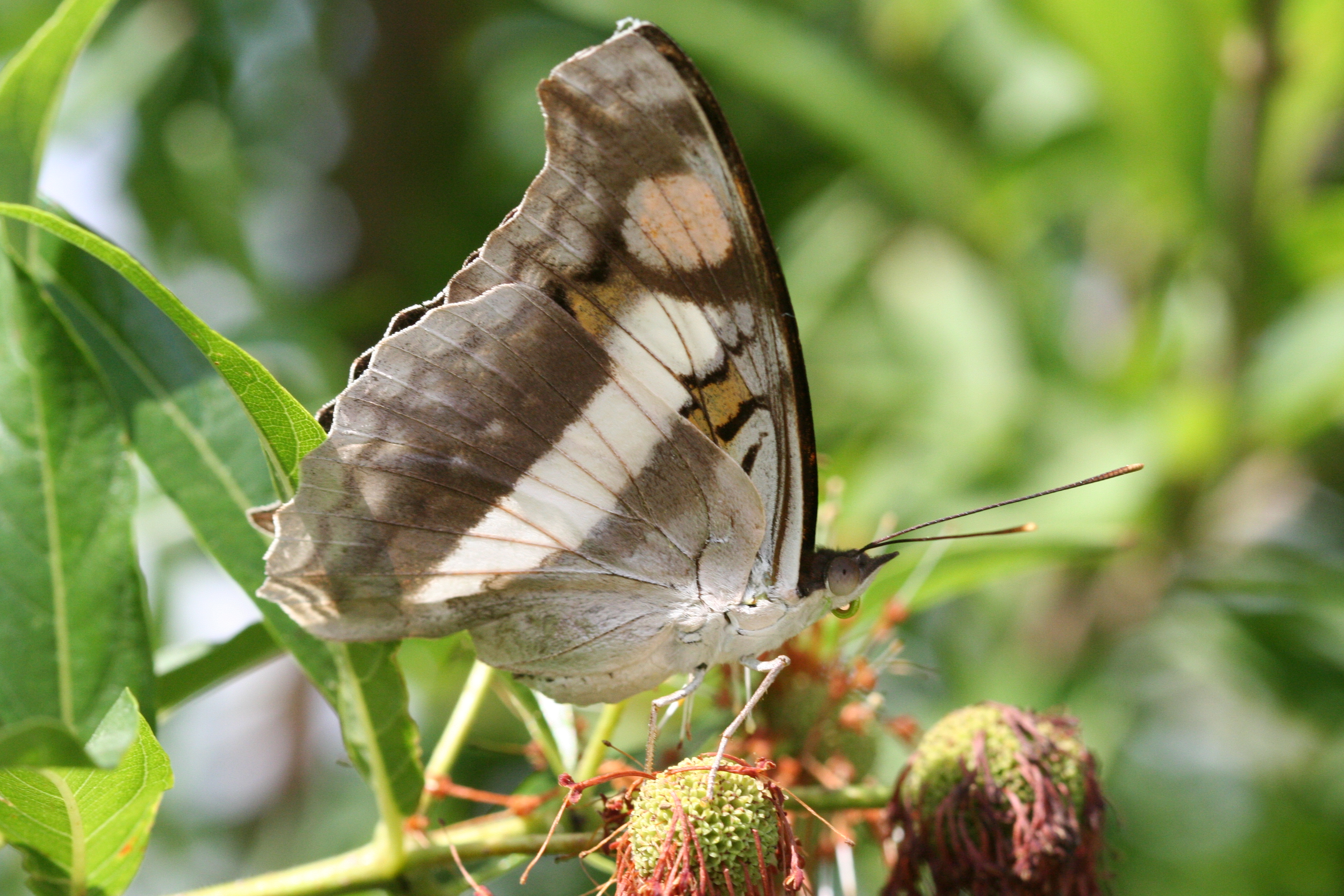
Hembra, vista ventral
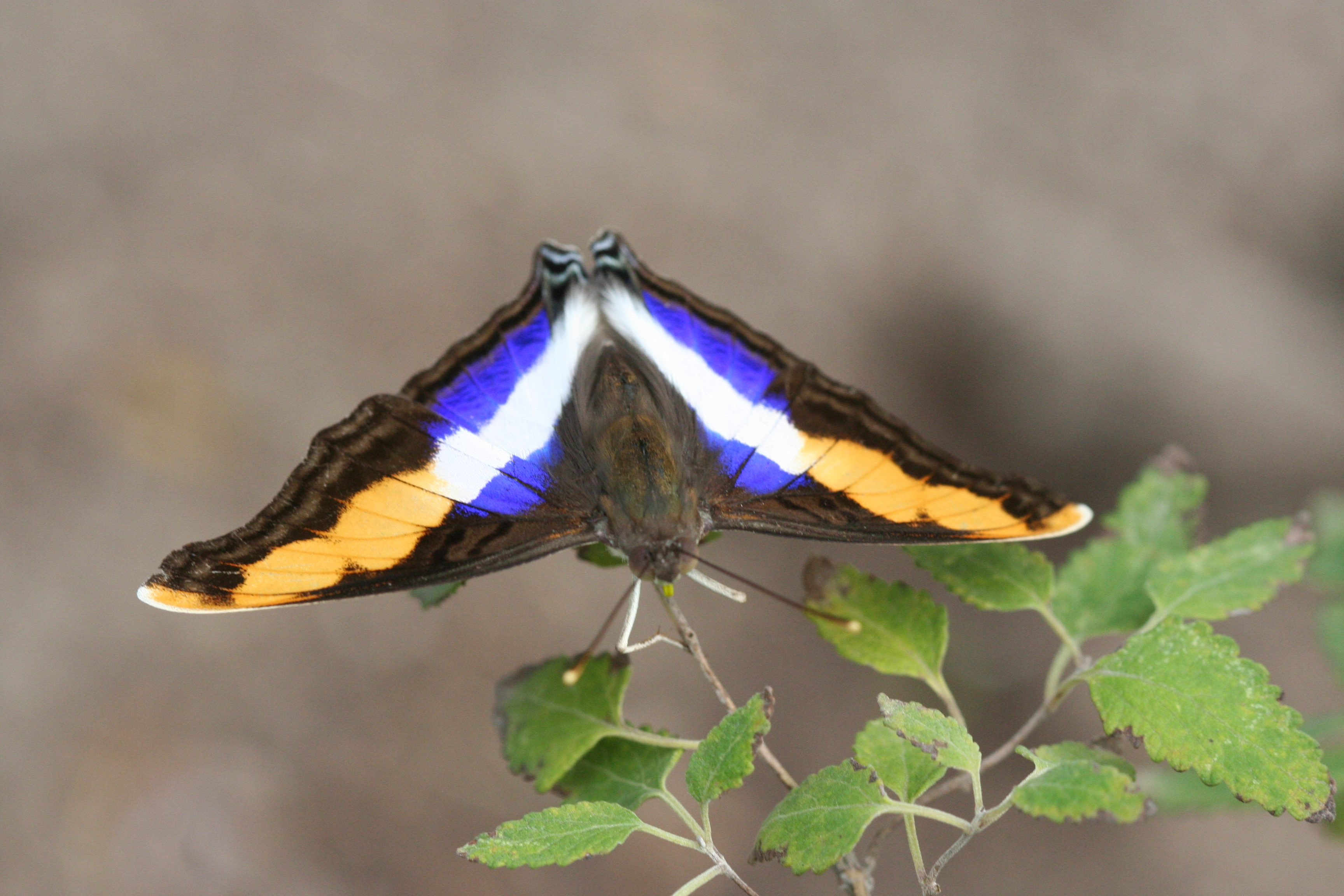
Macho